# サメド・アガ・アガマリ・オグルィ
サメド・アガ・アガマリ・オグルィ（アガマルィ・オグルィ / アガマルィ・オグル）（ロシア語: Самед Ага Агамали оглы (Агамалы оглы / Агамалы оглу)、アゼルバイジャン語: Səməd ağa Ağamalı oğlu、1867年12月27日 - 1930年10月6日）、本名サメド・アガ・ガサン（ハサン）・アガ・オグルィ・アリエフ (Самед Ага Гасан Ага оглы Алиев、Səməd ağa Həsən ağa oğlu Əliyev) は、アゼルバイジャン人の革命家・政治家・文筆家。姓名は分かち書きされずサメダガ (Самедага, Səmədağa)・アガマリオグルィ（アガマルィオグルィ / アガマルオグル / アガマリオグル） (Агамалиоглы / Агамалыоглы, Ağamalıoğlu / Ağamalioğlu) とも。別姓としてアガマロフ (Агамалов, Ağamalov)、アガマリエフ (Агамалиев, Ağamalıyev) を持つ。

## 生涯

### 前半生
1867年12月27日（ユリウス暦15日）、ロシア帝国エリザヴェトポリ県クィラフ・ケセメンの農家に生まれた。1887年にウラジカフカス軍学校を卒業し、翌1888年から地下革命活動に関わり始めた。測量士として働くとともに、ロシア第一革命の間はザカフカースで活動した。二月革命後はロシア社会民主労働党統一派エリザヴェトポリ委員会執行委およびエリザヴェトポリ・ソビエトのメンバーを務め、ヒュンメトでも積極的に活動。4月からは統一エリザヴェトポリ委・ソビエトメンバーとなり、翌1918年2月からはチフリスのヒュンメト組織で働いた。ザカフカース・セイムのムスリム派閥にも属し、同年末にはバクーに移って1920年までアゼルバイジャン民主共和国国民議会にメンシェヴィキ派のヒュンメト議員として所属。社会主義派閥のリーダーと農業委議長も務めた。

### 革命後
アゼルバイジャン社会主義ソビエト共和国の成立後は5月のギャンジャ蜂起にも参加したが、年内にはボリシェヴィキに転向し、同年から翌1921年5月まで農業人民委員に就任した。同年の第1回アゼルバイジャン・ソビエト大会において中央執行委副議長に選出され、5月から翌1922年4月までその職にあった。翌5月7日から1929年9月までは中央執行委議長、1923年1月15日から1930年1月26日まではザカフカース連邦共和国中央執行委議長も務めた。1922年の第1回全連邦ソビエト大会 (ru) においてソビエト連邦中央執行委メンバーに選出され、その幹部会やアゼルバイジャン共産党中央委、全連邦共産党ザカフカース地方委のメンバーともなった。
文筆家としては『ガラジャク』・『プロブジュデニイェ』・『モッラー・ナスレッディーン』など、アゼルバイジャンで発行されていたほとんどの新聞・雑誌に参加し、東方の文化革命などに関する多くの作品も著した。

#### 言語改革活動
アガマリ・オグルィは、その後半生をテュルク諸語のラテン文字化に捧げた。1922年にアガマリ・オグルィは「新テュルク・アルファベット委員会」を創設し、その議長として1924年にラテン文字をアゼルバイジャンで唯一の公用文字とすることに成功した。同時期にはウラジーミル・レーニンに面会し、「ラテン文字化は東方の偉大な革命である」とのお墨付きも得、1927年には連邦政府の正式な承認の下「全ロシア中央執行委員会民族会議附属新テュルク・アルファベット導入全連邦中央委員会」の議長に就任した。そして、翌1928年中頃までには全てのテュルク系諸共和国がラテン文字化を法制化するに至った。
アガマリ・オグルィは新アルファベット中央委議長に在任中の1930年10月6日にモスクワで死去した。同地に葬られたが、その後バクーの名誉の路地に改葬された。アゼルバイジャンにはアガマルオグルやサメダバードという名の村が存在し、またアガマリ・オグルィの名は国立農業大学やナヒチェヴァン市 (az)、アブシェロン県、イミシュリ県、アグスタファ県などの多くの通りに付けられた。
しかし、アガマリ・オグルィ死後の1930年代半ばからコレニザーツィヤ（民族文化振興政策）は停滞し、ラテン文字化の流れはキリル文字化（ロシア化）へと転回していった。そして1937年12月に新アルファベット中央委は廃止され、1940年までにテュルク諸語を含めたソ連のほぼ全ての言語はキリル文字表記に転換した。